# NBA団体交渉協約
NBA団体交渉協約（NBAだんたいこうしょうきょうやく、The collective bargaining agreement (CBA) of the National Basketball Association）は、NBA (コミッショナーと30チームのオーナー) と、NBA選手組合(NBPA)の間で交わされる契約である。この協約は選手契約、トレード、収益配分、ドラフト、サラリーキャップ他の取り決めを定めている。

## 経緯
1983年に初めてCBAが締結され、1987年に初めての契約満了を迎え、この時の改定で完全フリーエージェント制が導入された。その後、1996年に初のロックアウトが行われたが、問題を残したまま妥結しシーズン自体は予定通り開幕した。この時に積み残した問題が再燃すると、1998年に、シーズン短縮を招くロックアウトの発生に繋がっていった。2005年6月に、1999年協約が満了し、新たな合意を得るために交渉が行われ、2004-05シーズンのNHLのロックアウトの失敗を鑑み、両者は速やかに合意に達し、2005年7月に新協約が批准された。この時の協約は2010-2011シーズンで満期に至り、この時には、交渉が縺れロックアウトを招く結果となった。2011年12月に批准されロックアウトが解除された。
2005年のCBAでは選手への収益配分は57％であったが、2011年改定のCBAでは49~50％に減率されており、これがロックアウトを招いた大きな要因であった。この時点で次回の交渉は10年後あるいは、必要が生じた場合、2017年に行われる予定となっていたが、2017年1月、新CBAが締結され、新しい団体交渉協定は、2017年7月1日に発効し、2017-18年から2023-24年のシーズンをカバーする7年の任期を有する。NBAとNBPAは、2022-23シーズン後に2022年12月15日までに他の当事者に通知することにより、CBAをオプトアウトすることができる。。

## ロースター規約
チームはロースターに最大で15名登録が可能で、アクティブロースターには最大13名を登録できる。すべての試合で、アクティブ(ゲーム出場)ロースターの内、最低8名はユニフォーム着用の必要がある。アクティブ以外のロースターは故障者を含めインアクテブと呼ばれ、試合に出場できない チームはインアクティブリストに最低1名、最大3名を登録でき、2週間にわたって1回、0にまで減らすことができる。  インアクティブリストは試合開始の60分前までにオフィシャル・スコアラーに報告することで変更が可能である。インアクティブとなったプレーヤーは、1試合でアクティブに戻ることができる。Dリーグにアサインされた選手は、インアクティブリストに留めておく事ができる。 チームは最低13名 (12名のアクティブに加え1名のインアクティブ)の選手を帯同させる必要がある一方、リーグは全体平均としてチームあたり14名を確保することを求めており、平均に達しない場合は、チームに課徴金を課す。
2005年のCBA以前は、負傷選手は故障者リストに置くことが出来たが、最低5試合は出場できなかった。
最新のCBAでは、高額選手が故障などにより現役復帰が不可能となった場合など、チームにとって最悪となる契約を一度だけ排除できる"アムネスティ(特赦)条項"を含んでいる。

## トレード
選手はチーム間で、他の選手、ドラフト指名権、限度のある金銭と交換でトレードされる。コーチはドラフトピック、金銭でのみトレードが可能である。トレードは他のトレードと競合することは出来ない。